# Ананько Тетяна Василівна
Тетяна Василівна Ананько (нар. 26 червня 1984; Мінськ, Білоруська РСР) — білоруська гімнастка, срібна призерка Олімпійських ігор 2000 року. Заслужений майстер спорту Республіки Білорусь з художньої гімнастики.

## Біографія
Найбільшим досягненням у кар'єрі спортсменки стала срібна медаль Олімпійських ігор 2000 року в груповому багатоборстві. Після цих змагань завершила спортивну кар'єру.
Згодом брала участь в танцювальних шоу. Очолила танцювальний колектив «Загадка».

## Виступи на Олімпіадах
| Олімпіада   | Дисципліна            | Місце |
| ----------- | --------------------- | ----- |
| Сідней 2000 | групове багатоборство | 2     |